# قطعنامه ۸۳۶ شورای امنیت
قطعنامه ۸۳۶ شورای امنیت سازمان ملل متحد که در تاریخ ۰۴ ژوئن ۱۹۹۳ تصویب شد، سندی بین‌المللی دربارهٔ بوسنی و هرزگوین است. این قطعنامه طی نشست ۳۲۲۸ام با ۱۳ رای موافق، ۰ مخالف و ۲ ممتنع تصویب شد.